# Wildomar
Wildomar es una ciudad ubicada en el condado de Riverside en el estado estadounidense de California, incorporada oficialmente en 2008. En el año 2009 tenía una población de 31,321 habitantes y una densidad poblacional de 510.94 personas por km².

## Geografía
Wildomar se encuentra ubicada en las coordenadas 33°36′27″N 117°15′37″O / 33.60750, -117.26028. Según la Oficina del Censo, la ciudad tiene un área total de 61,3 km² (23,7 mi²), de la cual 61,3 km² (23,7 mi²) es tierra y 0 km² (0 mi²) (0%) es agua. La ciudad está ubicada en un área de rápido crecimiento.

## Demografía
Según la Oficina del Censo en 2007 los ingresos medios por hogar en la localidad eran de $49.081, y los ingresos medios por familia eran $51.964. Los hombres tenían unos ingresos medios de $42.549 frente a los $30.262 para las mujeres. La renta per cápita para la localidad era de $20,190. Alrededor del 8.2% de la población estaban por debajo del umbral de pobreza.